# 德勒辛
德勒辛是奥地利下奥地利州根瑟恩多夫县的一个市镇。总面积29.49平方公里，总人口1127人，人口密度38.2人/平方公里（2012年）。